# Muztagh Ata
El Muztagh Ata, que significa "pare dels gels", és el segon pic més alt (7,509 metres) de la serralada de Kunlun, per darrere del Kongur Tagh (7,649 m). Està situat a pocs quilòmetres de la frontera entre la Xina i el Pakistan, a tocar de la carretera del Karakoram i dins de la Regió Autònoma Uigur de Xinjiang.
És una muntanya de cim arrodonit i sempre coberta de neu, de manera que es pot baixar des del cim al camp base esquiant amb força facilitat. L'ascensió a aquesta muntanya sol iniciar-se al llac Karakul. El Muztagh Ata ocupa el lloc número 47 entre les muntanyes més altes del món.
Tot i que la primera expedició es va realitzar en 1893, la primera ascensió amb èxit la va fer una expedició mixta xino-soviètica el 1956, composta per 31 membres i liderada per Eugeni Beletsky i Chu Ying Hua. Per a aconseguir-lo, van utilitzar la ruta més llarga, que queda al sud de la ruta normal d'avui dia.
En l'actualitat s'utilitza com a camp d'entrenament abans de les ascensions a l'Everest.